# 第33F海軍航空隊
第33F海軍航空隊（だい33Fかいぐんこうくうたい、フランス語: Flottille 33F）は、フランス海軍海軍航空隊の一つ。 1957年6月1日に創設され、1999年10月1日に解散された。

## 配備基地
- ラルティーグ海軍航空基地（不明 - 1962年8月）
- サン＝ラフェル海軍航空基地（1962年8月 - 1964年7月）
- サン＝モンディリエ海軍航空基地（1964年7月 - 不明）
- ディエール・ル・パリヴェストル海軍航空基地（不明 - 1999年10月）

## 装備機
- シコルスキー S-55（1957年6月 - 1960年）
- シコルスキー S-21（期間不明）
- シュド・アビアシオン シュペルフルロン（不明 - 199年10月）